# Martin Hannibal (Maler)
Martin Hannibal (* 1640; † 1720 in Clausthal) war ein deutsch-ungarischer Maler und Zeichner, der vor allem in Stockholm wirkte.

## Leben
Hannibal erhielt seine künstlerische Ausbildung in Deutschland und Italien. 1675 wurde er von David Klöcker Ehrenstrahl nach Stockholm eingeladen, wo er – befreit vom Zunftzwang – unter Ehrenstrahls Patronat eine künstlerische Zeichen- und Malschule gründete, die er bis in die 1690er Jahre betrieb. Zu den Schülern dieser Einrichtung zählten unter anderem Michael Dahl, David von Krafft, David Richter der Ältere und
Anna Maria Ehrenstrahl.
Während die ältere Literatur Hannibal die Leitung der französischen Kunsthandwerker zuschreibt, die beim Neubau des Nordflügels des Stockholmer Schlosses beschäftigt wurden, wird dies von der neueren Literatur wegen des vollständigen Fehlens von darauf hinweisenden Archivquellen bezweifelt.
Werke Hannibals, der als begabter Porträtmaler galt, sind nicht überliefert. Sein Stil wurde zeitgenössisch als „besonders geschickt“ beschrieben.

## Familie
Hannibal heiratete Christina Lenthe, Tochter eines Königlich-Schwedischen Kommissärs, mit der er den 1678 in Stockholm geborenen, zunächst zum Theologen vorgesehenen, wegen seiner Begabung dann jedoch zum Medailleur im Kurfürstentum Hannover berufenen Ehrenreich Hannibal (1678–1741) zeugte. Dessen Söhne waren der Kurfürstlich-Hannoversche, an der Münze zu Clausthal wirkende Münzmeister Martin Konrad Hannibal (1704–1766) und der in Sankt Andreasberg im Harz verstorbene Pastor Wilhelm Hannibal.
Als deutschsprachiger Lutheraner besuchte Hannibal in Stockholm die Tyska kyrkan.